# Vazerac
Vazerac is een gemeente in het Franse departement Tarn-et-Garonne (regio Occitanie) en telt 696 inwoners (2004). De plaats maakt deel uit van het arrondissement Montauban.

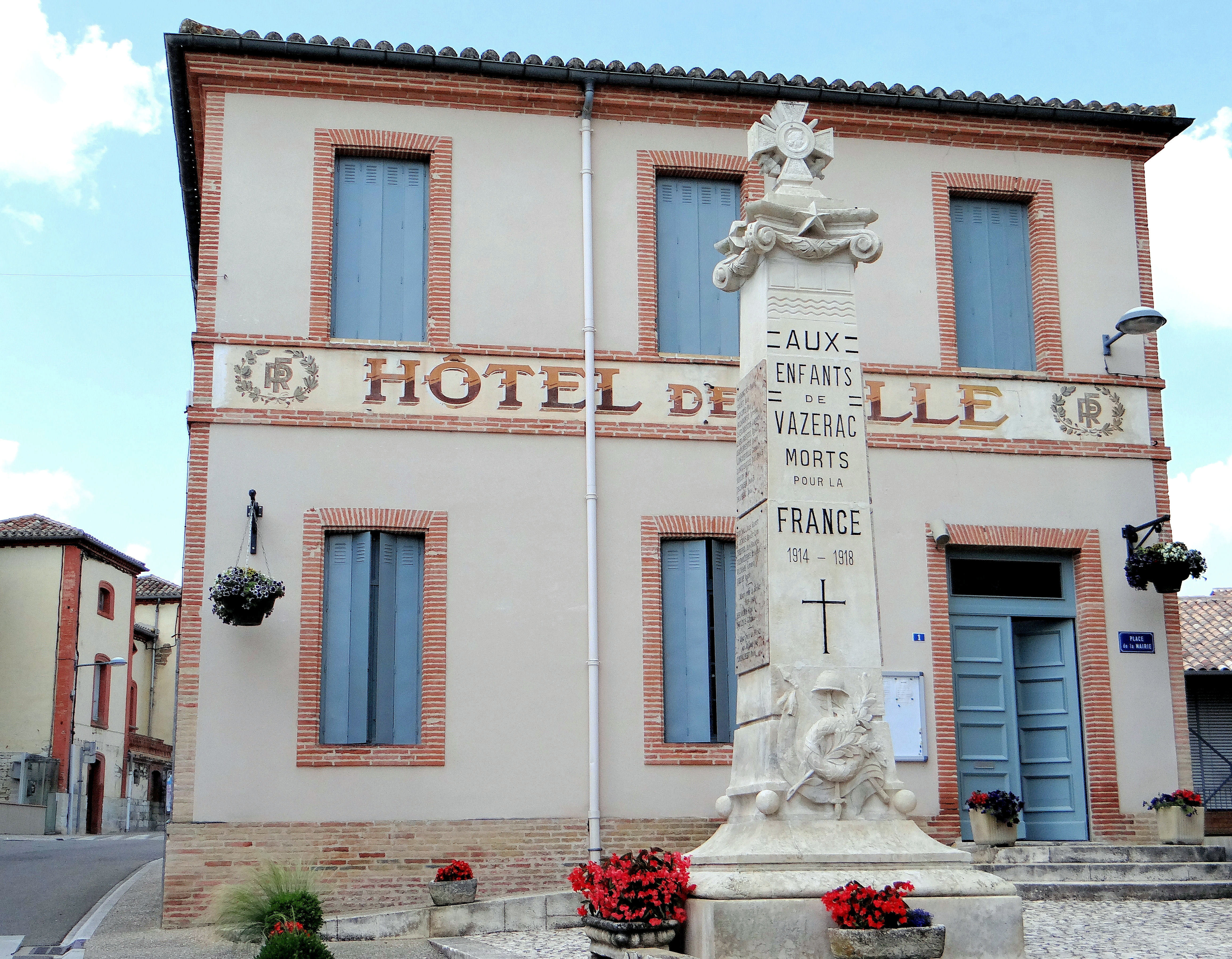
Gemeentehuis
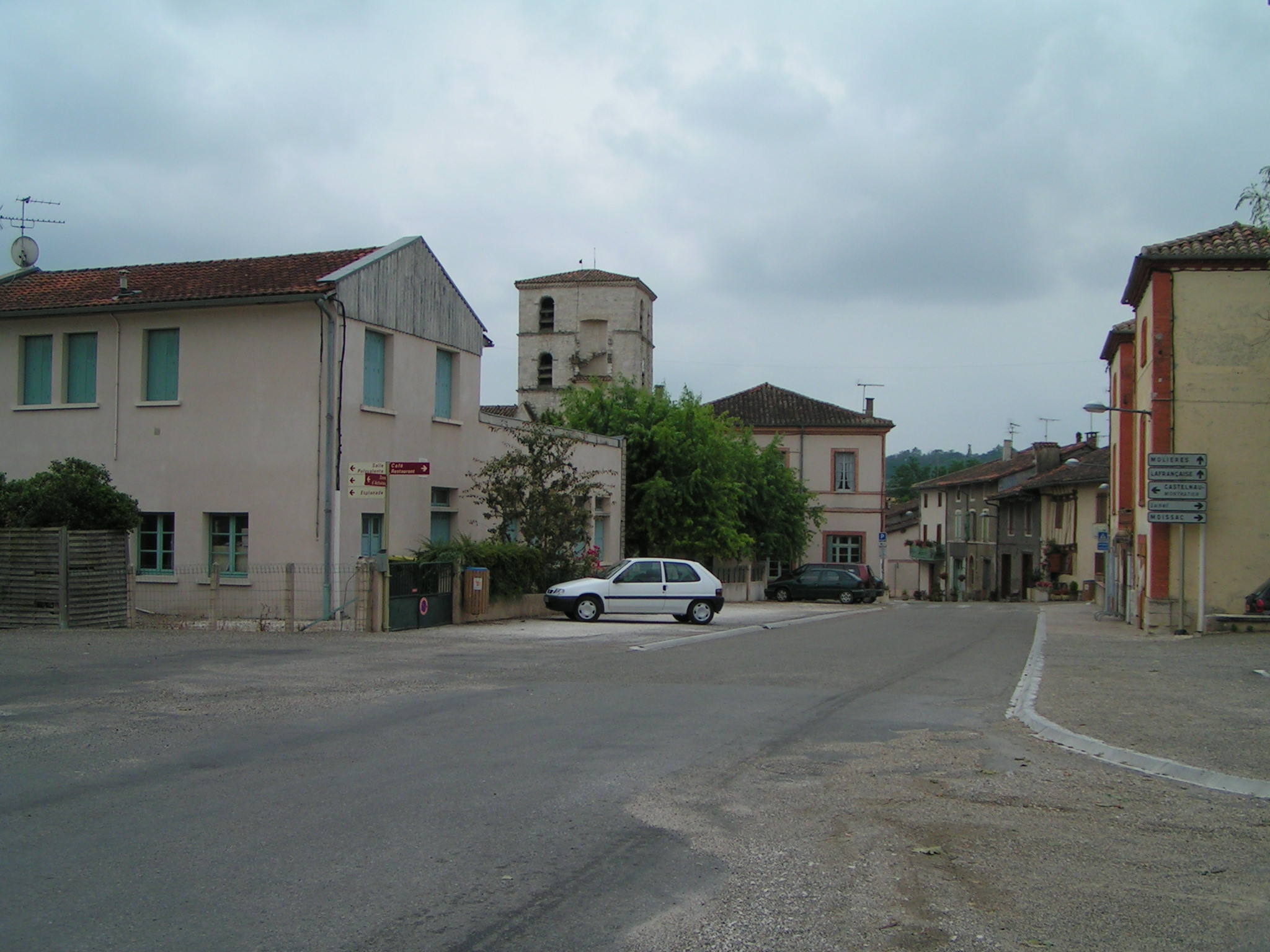
Vazerac
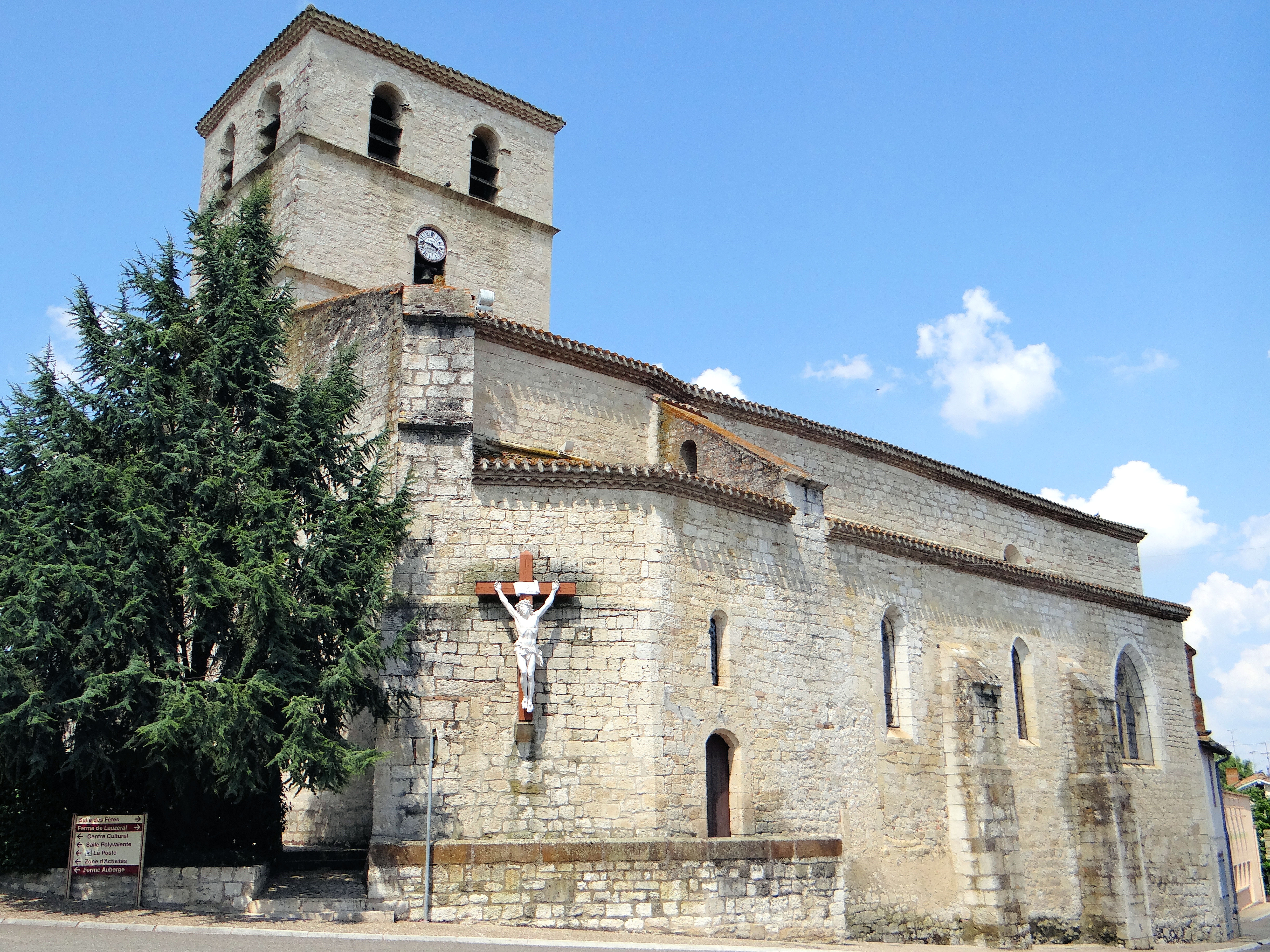
Kerk van St. Julien

## Geografie
De oppervlakte van Vazerac bedraagt 33,3 km², de bevolkingsdichtheid is 20,9 inwoners per km².
De onderstaande kaart toont de ligging van Vazerac met de belangrijkste infrastructuur en aangrenzende gemeenten.

## Demografie
Onderstaande figuur toont het verloop van het inwonertal (bron: INSEE-tellingen).